# اوشن گورنه
اوشن گورنه (به لهستانی:  Osiny Górne) یک روستا در لهستان است که در گمینا موکوبوده واقع شده‌است.